# Marga d’Andurain
Marga d’Andurain   (Baiona, 29 de maig de 1893 - Tànger, 5 de novembre de 1948) nascuda Jeanne Amélie Marguerite Clérisse va ser una aventurera francesa i presumpta criminal. Durant la seva vida, va ser acusada d'espionatge, tràfic de drogues, venda de perles i diamants al mercat negre, així com de matar els seus dos marits i el fillol, però cap d'aquestes afirmacions ha estat provada de manera concloent. D'Andurain és coneguda per intentar convertir-se en la primera dona europea a entrar a la ciutat santa de la Meca. Va ser assassinada a bord del seu iot, el Djéïlan, als 55 anys

## Biografia

### Infància i joventut
Marguerite Clérisse havia nascut en una familia bascofrancesa benestant, era filla del magistrat Maxime Ernest Clérisse, jutge del jutjat de Baiona, i de la mestressa de casa Marie Jeanne Diriart. Tenia un germà petit anomenat Pitt i una germana, Mathilde.
Criada en un entorn provincial i tradicional catòlic, la jove Marguerite sempre va ser considerada una rebel a la seva comunitat. Es va burlar de l'educació convencional que es donava a les dones joves en aquell moment, que les ensenyava a ser femenines i a respectar l'autoritat masculina. Com que era una nena indisciplinada i barroera, era considerada una marginada entre els seus companys. Segons el seu relat, potser embellit, en un moment de la seva adolescència, la seva família va intentar fer-la exorcitzar pel bisbe local de Baiona.
Estudia en diverses escoles religioses entre les quals les el de les Ursulines d'Hondarribia, on va rebre el sobrenom de "Marga", que li va quedar per a la resta de la vida.
El 13 de febrer de 1911, als 17 anys, es va casar amb el comte Pierre d'Andurain, un cosí que havia conegut dos anys abans en una platja de Biarritz.

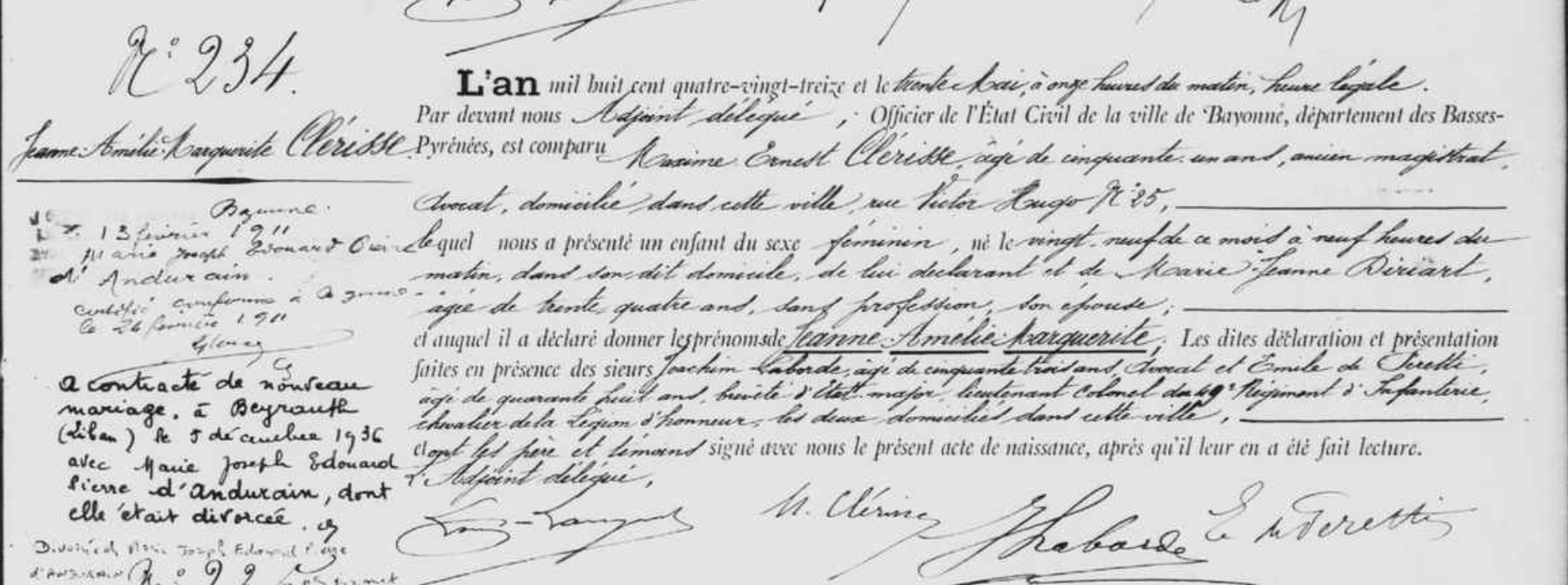
Certificat de naixement de Marga d'Andurain (Arxiu Civil del Departament de Baiona)

### Viatges
Atès que tant Pierre com Marga provenien de famílies benestants, la jove parella, que s'havia inventat un títol nobiliari com a comte i comtessa, va iniciar una llarga lluna de mel per Espanya, el Marroc i després Algèria, on va néixer el seu primer fill, Jean-Pierre, el 4 de desembre de 1911.
Les dificultats econòmiques els van obligar a tornar a França, però no s'hi van quedar gaire: el 1912 van emigrar a l'Argentina, on s'estaven instal·lant moltes altres famílies basques, i es van plantejar establir un negoci de cria de cavalls.
Això va durar poc, ja que dos anys més tard, quan va esclatar la primera Guerra Mundial, es van traslladar de nou a França, perquè Pierre volia anar al front. El seu segon fill, Jacques, hi va néixer, el 26 de novembre de 1916.
Després de les conseqüències econòmiques de la guerra, la família va quedar empobrida. Malgrat la continua desaprovació de la seva família, que la va desanimar de treballar, Marga va crear dos negocis: decorava apartaments que després comprava, reformava i revenia, i després es va dedicar a la creació de perles artificials. En el procés, fins i tot va crear la seva pròpia empresa, anomenada Arga.

### La vida a l'Orient Mitjà
L'any 1925, Marga d'Andurain va heretar la fortuna del seu pare, i per això la família va decidir traslladar-se a l'Orient Mitjà. Paradoxalment, hi va gaudir de molta més llibertat que a Occident, que es regia per codis morals molt estrictes.
Els d'Andurain es van traslladar primer a Algèria, després van viatjar a Egipte i finalment es van establir a Síria, on Marga es va convertir en la propietària de l'hotel Zénobie de Palmira, on es van allotjar des de 1927 fins a 1936. Allà va començar una aventura amb un oficial d'intel·ligència britànic, que va provocar rumors que era una espia.
Tot i que mai es va demostrar que fos una espia, Marga d'Andurain es considerava una ànima aventurera. El 1933 es va casar amb un xeic beduí i va marxar amb ell cap a la Meca en un intent de convertir-se en la primera dona europea a entrar a la ciutat santa. El juny d'aquell any, el seu nou marit moria en circumstàncies estranyes a Jiddah. Posteriorment, Marga d'Andurain va ser acusada d'enverinar-lo, empresonada i condemnada a mort, però més tard i gràcies a les gestions consulars, va ser alliberada després d'un segon judici. Va tornar a Síria el 1935 i es va tornar a casar amb el seu marit Pierre, que després va ser assassinat a Palmira el desembre de 1936. Després que la sospita li tornés a caure a sobre, d'Andurain va sentir la necessitat de deixar definitivament l'Orient Mitjà.

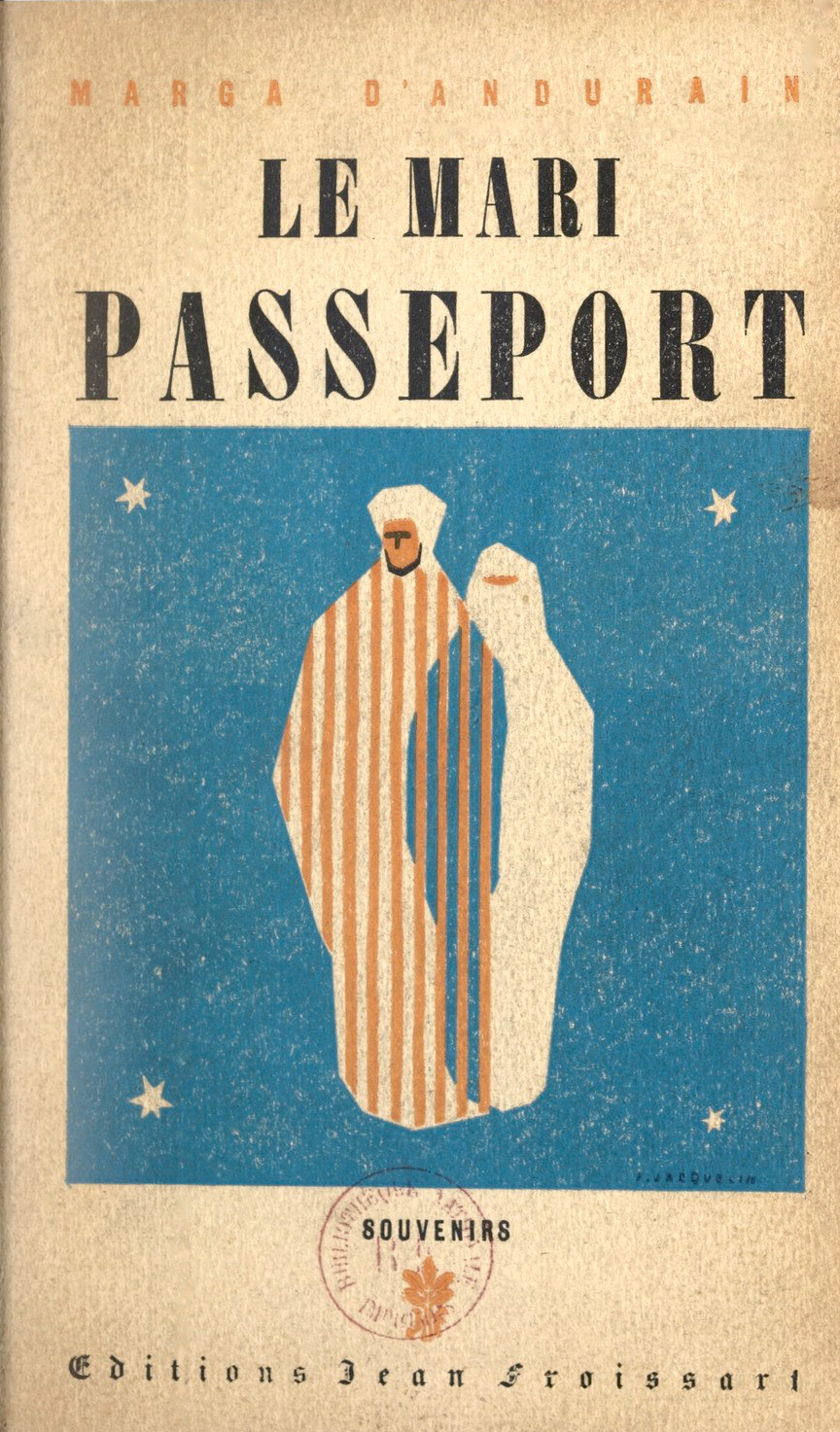
Les memòries de Marga d'Andurain, Le mari passeport (1947)

Com molts altres en aquella època, va trobar que la vida a l'Europa de postguerra era difícil. Per guanyar-se la vida, traficava mercaderies al mercat negre, primer opi i després quadres. El 1945 va ser acusada, i després absolta per manca de proves, d'haver enverinat el seu nebot, Raymond Clerisse.
Als 55 anys, Marga d'Andurain va desaparèixer a bord del seu iot, el Djéïlan, a la badia de Tànger, davant de la costa del Marroc. S'havia introduït en el negoci de la compravenda d'or al Congo. El seu cos, llençat al mar pels seus assassins, mai va ser localitzat.
La vida de D'Andurain ha estat objecte de diverses biografies que sovint són criticades per embellir la seva història de vida amb ànim de lucre, i on es fa difícil distingir el que és cert del que no ho és.
Julie d'Andurain, neta de Marga d'Andurain, és professora a la Universitat de Lorena, on s'especialitzà en història africana i àrab durant els segles XIX i XX. La seva tesi de màster en història estudia la figura de la seva àvia.

## Recreacions
Diverses obres recreen amb més o menys fantasia part de la història d'aquesta aventurera: la novel·la La Châtelaine du Liban, de Pierre Benoit (1924), la Histoire mondiale du Renseignement (1870-1939), de Faligot i Kauffer (1993), i la novel·la de Marie-Cécile de Taillac Marga, Comtesse de Palmyre (1999).
Cristina Morató va relatar la seva vida en una obra titulada Cautiva en Arabia.

## Publicacions
- d'Andurain, Marga. Le Mari Passeport (El marit passaport) (en francès).  París: Jean Froissard, 1947. OCLC 369724346.. Réédition Espaces&signes, Paris, 2019 ISBN 979-10-94176-48-1